# Rita Wilden
Rita Wilden (z domu Jahn, ur. 9 października 1947 w Lipsku) – niemiecka lekkoatletka specjalizująca się w biegach sprinterskich, trzykrotna uczestniczka igrzysk olimpijskich w latach 1968, 1972 i 1976, dwukrotna medalistka olimpijska z 1972 r. z Monachium: srebrna w biegu na 400 metrów oraz brązowa w sztafecie 4 x 400 metrów.

## Finały olimpijskie
- 1968 – Meksyk, sztafeta 4 × 100 metrów – 6. miejsce
- 1972 – Monachium, bieg na 400 metrów – srebrny medal
- 1972 – Monachium, sztafeta 4 × 400 metrów – brązowy medal
- 1976 – Montreal, sztafeta 4 × 400 metrów – 5. miejsce

## Inne osiągnięcia
- mistrzyni Niemiec w biegu na 200 m – 1968, 1969, 1971
- mistrzyni Niemiec w biegu na 400 m – 1972, 1973, 1974, 1975, 1976
- 1969 – Ateny, mistrzostwa Europy – srebrny medal w sztafecie 4 × 100 m
- 1972 – Grenoble, halowe mistrzostwa Europy – dwa złote medale, w sztafetach 4 × 1 okrążenie i 4 × 2 okrążenia
- 1973 – Rotterdam, halowe mistrzostwa Europy – złoty medal w sztafecie 4 × 1 okrążenie
- 1974 – Rzym, mistrzostwa Europy – brązowy medal w biegu na 400 m
- 1975 – Katowice, halowe mistrzostwa Europy – srebrny medal w sztafecie 4 × 2 okrążenia
- 1976 – Monachium, halowe mistrzostwa Europy – złoty medal w biegu na 400 m

## Rekordy życiowe
- bieg na 100 metrów – 11,71 – 1976
- bieg na 200 metrów – 23,14 – 1976
- bieg na 400 metrów – 50,88 – 1974